# Kościół Narodzenia Najświętszej Maryi Panny w Ociążu
Kościół Narodzenia Najświętszej Maryi Panny w Ociążu – rzymskokatolicki kościół parafialny należący do parafii pod tym samym wezwaniem (dekanat Ołobok diecezji kaliskiej).
Jest to świątynia wzniesiona w latach 1785 – 86. Rozbudowana została w 1927 roku – przedłużona została wówczas nawa. W latach 1929, 1959, 1985 i 2001 – 02 kościół był remontowany. W lutym 2003 roku został okradziony z figur.
Budowla jest drewniana, jednonawowa, posiada konstrukcję zrębową. Świątynia jest orientowana. Jej prezbiterium jest mniejsze w stosunku do nawy, zamknięte jest trójbocznie; przylegają do niego: murowana zakrystia i drewniana kaplica grobowa Wandy Tyszkiewiczowej. Z boku nawy umieszczona jest kruchta. Kościół nakrywa dach dwukalenicowy, pokryty gontem. W środkowej części znajduje się ośmiokątna wieżyczka na sygnaturkę. Zwieńcza ją blaszany, cebulasty barokowy dach hełmowy z latarnią. Nad wejściem od frontu, jest umieszczony okap podparty drewnianymi słupami. Wnętrze jest otynkowane, w dolnej partii ścian jest ozdobione boazerią. Nawa i prezbiterium nakryte są płaskimi stropami z fasetami. Chór muzyczny jest podparty czterema słupami, charakteryzuje się prostą linią parapetu, na chórze są umieszczone barokowe organy. Polichromia została wykonana przez Wiktora Gosienieckiego w 1929 roku. Na stropie znajduje się Matka Boża z Dzieciątkiem. Formy plafonów, kasetonów, medalionów charakteryzują się ornamentem roślinno – geometrycznym. Ołtarz główny w stylu rokokowym z końca XVIII wieku reprezentuje typ szafiasty. Dwa ołtarze boczne w stylu rokokowym z końca XVIII wieku są ozdobione obrazami z postaciami fundatorów i Matką Bożą Śnieżną z 1637 roku. W świątyni znajduje się także płyta nagrobna Władysława Podczaskiego, pułkownika piechoty polskiej i żołnierza Napoleona walczącego w 1812 roku pod Moskwą.